# 软脑膜
軟腦膜是腦膜最細緻的最內層，即圍繞大腦和脊髓的膜。“Pia mater”是中世紀的拉丁語，意為“溫柔的母親”。另外兩個腦膜是硬腦膜和蛛網膜。軟腦膜和蛛網膜都是神經脊的衍生物，而硬腦膜則來自胚胎中胚層。軟腦膜是一種薄的纖維組織，可滲透水和少量溶質。軟腦膜可以使血管通過並滋養大腦。血管和軟腦膜之間的血管周圍空間被認為是大腦偽淋巴系統的一部分。當軟腦膜受到刺激和發炎時，就會導致腦膜炎。

## 結構
呈網狀的軟腦膜是一層幾乎覆蓋了整個大腦表面的半透明薄膜，並且僅在腦室、腦室正中孔和外側孔的開口處中不存在。軟腦膜牢固地粘附在大腦的表面，並且鬆散地連接到蛛網膜層，故而這些膜也可被稱為軟膜蜘蛛膜（pia arachnoid）或Leptomeninges。蛛網膜層和軟腦膜之間存在着蛛網膜下腔，而蛛網膜下腔則包含着梁（trabeculae）或纖維狀細絲，連接時能為蛛網膜層和軟腦膜兩層帶來穩定性，從而保護腦脊液中的蛋白質、電解質、離子及葡萄糖，並且使其運動。有生物學家通過電子顯微鏡進行研究，證明軟腦膜是由臍帶血和血管形成的。由軟腦膜形成的皺襞突入腦室內，形成能夠分泌腦脊液的脈絡叢。脈絡叢上皮細胞與其之間的緊密連接構成了血-腦脊液屏障（bloodcerebrospinal fluid barrier），負責血液與腦脊液之間的物質轉運。軟腦膜與室管膜上皮及軟膜下膠質膜共同構成了腦脊液-腦實質屏障（cerebrospinal fluid-brain barrier），其表面分布着多種受體和轉運因子。此外，軟腦膜能夠橫跨脊髓的神經組織，並且沿著大腦的大腦皮質裂隙延伸。它通常分為兩類，即脊軟膜（pia mater spinalis）及pia mater encephali。